# Eugène Debongnie
Édouard Eugène Joseph Ghislain Debongnie (Tourcoing, 16 november 1883 - Vorst, 21 september 1956) was een Belgisch wielrenner met Franse roots.

## Levensloop
Op 18 september 1905 verwierf hij de Belgische nationaliteit.
Op de wereldkampioenschappen van 1905 behaalde hij brons op het onderdeel sprint bij de amateurs. Een jaar later nam hij deel aan de Olympische Zomerspelen van 1906. Hij behaalde er een bronzen medaille in de sprint. Ook nam hij er deel aan de tijdrit, waar hij vijfde werd, en de 5000 meter.
Debongnie was ingenieur. Hij verbleef een tijdlang aan de Belgische Kust, alwaar hij omstreeks 1909-'10 te Nieuwpoort werkte aan een eendekker. Omstreeks 1913 verhuisde hij naar Sint-Agatha-Berchem. In Oostduinkerke is een plein naar hem vernoemd, met name het 'Eugène Debongnieplein'.